# Rhodtrispa
Rhodtrispa is een geslacht van kevers uit de familie bladkevers (Chrysomelidae).
De wetenschappelijke naam van het geslacht werd in 1964 gepubliceerd door Chen & Tan.

## Soorten
- Rhodtrispa dilaticornis (Duvivier, 1891)